# Prévôté d'Yvois
Entités suivantes :
- Duché de Carignan

La prévôté d’Yvois est une ancienne prévôté du duché de Luxembourg jusqu'en 1659, cédée à cette date, avec l’ensemble dit du Luxembourg français, au royaume de France, par le traité des Pyrénées.

## Histoire
Le pays d’Yvois est, au Moyen Âge une terre du Saint-Empire romain germanique, et un lieu d’entrevues entre les empereurs germaniques et les rois de France, du fait de sa proximité avec ce royaume. Il fait partie du comté de Chiny.  La cité d’Yvois est la plus importante de ce comté. La première mention de l’existence d’un prévôt date de 1227. Durant les années 1337-1340, dans une période où le comté de Chiny se désagrège, la prévôté Yvois est acquise par le comte de Luxembourg, en même temps que la prévôté de Virton et que la châtellenie de La Ferté. Le comté de Luxembourg devient duché de Luxembourg en 1355, mais, en 1443, il est vendu au duc de Bourgogne Philippe III le Bon, qui l'incorpore dans l'ensemble des Pays-Bas bourguignons. La prévôté appartient ainsi à un ensemble qui devient ensuite la propriété des Habsbourg  puis une terre des rois d’Espagne.
La France s'en empare en 1542 et en 1552. Mais ce territoire retourne à l'Espagne en 1559 par le traité du Cateau-Cambrésis. Au cours de la guerre de Trente Ans, après avoir été assiégée à nouveau à deux reprises en 1637 et 1639, par les troupes françaises du maréchal de Châtillon, la ville d’Yvois est  rasée sur ordre de Richelieu.
La prévôté est annexée par la France en 1659 grâce au traité des Pyrénées et à son article XXXVIII. En 1662, cette prévôté, correspondant approximativement au canton de Carignan, est érigée en duché de Carignan par Louis XIV au profit d'Eugène-Maurice de Savoie, comte de Soissons, prince de Carignan en Piémont.

## Géographie

### Le périmètre
La prévôté d'Yvois, comprend en 1537, outre la ville d'Yvois ou Yvoy, Afflance,   Bievre,  Blaigny, Charvaulx , Escombre, La Ferte, Herbeuval,   Lynay, Lombus,  Messancourt, Mallandrey, Margueulx, Margny, Menton, Mogue, Aisne (devenu Osnes), Pourru et Orjoulx (le ban de), Pully,   Suilly, Fremmy, Sapoingne,  Signi et Montliebert , Trembloy, Willy, Lynay, Messancourt, Mallandrey, La Ferte, Pourru et Orjoulx (le ban de), Saichy, Chamolly et Gyverey,  et  Williers Nouvelle Ville ,  .
Au moment du traité des Pyrénées,  en 1659, elle comprend, outre la ville d'Yvoy, Auflance, Bièvres, Blagny, Hautoy (cense), Charbeaux (devenu, avec Puilly, dans Puilly-et-Charbeaux), Clémency (devenu, avec Matton, dans Matton-et-Clémency), Escombres (devenu Escombres-et-le-Chesnois), La Ferté (devenu La Ferté-sur-Chiers), Fromy, Herbeuval, Linay, Malandry, Margny, Margut, Matton (aujourd'hui, avec Clémency, Matton-et-Clémency), Messincourt, Mogues, Osnes, Pouru-aux-Bois, Puilly (devenu, avec Charbeaux, Puilly-et-Charbeaux), Sachy, Sailly, Sapogne (devenu, Sapogne-sur-Marche), Signy (devenu Signy-Montlibert), Tremblois (devenu Tremblois-lès-Carignan), Villers, Les Deux-Villes et Williers.

### Description  du cadre naturel
Les bourgs de cette prévôté se sont développés pour une bonne part dans la vallée alluviale de la Chiers, et de ses pâturages, entourés d’un paysage vallonné. Les points les plus hauts sont le Bois de Signy, à Signy-Montlibert, avec un point culminant à 369 m, le mont Saint-Walfroy à Margut (qui s’élève à 350 m), le mont Mollet à Mogues (358 m), et le mont Tilleul (293 m) qui domine la cité d’Yvois.